# Rivière Lapointe (rivière au Serpent Sud-Ouest)
Pour les articles homonymes, voir Lapointe et Rivière Lapointe.
La rivière Lapointe est un affluent de la rivière au Serpent Sud-Ouest, coulant dans le territoire non organisé de Passes-Dangereuses, dans la municipalité régionale de comté (MRC) de Maria-Chapdelaine, dans la région administrative de Saguenay–Lac-Saint-Jean, dans la province de Québec, au Canada.
Le bassin versant de la rivière Lapointe est desservi par la route forestière R0274 qui passe au nord du lac du Goéland et au nord-ouest du lac du Serpent. La vallée de la rivière Lapointe est aussi desservie par quelques routes secondaires desservent la zone pour les besoins de la foresterie et des activités récréotouristiques,,.
La foresterie constitue la principale activité économique du secteur ; les activités récréotouristiques, la seconde.
La surface de la rivière Lapointe est habituellement gelée de la fin novembre au début avril, toutefois la circulation sécuritaire sur la glace se fait généralement de la mi-décembre à la fin mars.

## Géographie
Les principaux bassins versants voisins de la rivière Lapointe sont :
- côté nord : rivière au Serpent, lac Maupertuis ;
- côté est : rivière au Serpent, rivière Ashiniu, rivière des Prairies, rivière Kauashetesh, rivière Péribonka ;
- côté sud : lac du Goéland, lac du Serpent, rivière au Serpent Sud-Ouest, lac D'Ailleboust, lac Étienniche, rivière Étienniche, rivière D'Ailleboust, rivière Alex ;
- côté ouest : rivière du Sapin Croche, rivière Mistassibi Nord-Est, rivière Mistassibi[2].

La rivière Lapointe prend sa source à l'embouchure d'un lac non identifié (longueur : 0,3 km ; altitude : 607 m) situé du côté ouest du lac Péribonka, dans le territoire non organisé de Passes-Dangereuses, soit à :
- 9,9 km au nord-ouest d'une courbe du cours de la rivière Henri ;
- 20,8 km du cours de la rivière Mistassibi Nord-Est ;
- 30,9 km au nord-ouest de l'embouchure de la rivière Lapointe (confluence avec la rivière au Serpent Sud-Ouest via le lac du Serpent) ;
- 24,5 km au nord-ouest de l'embouchure de la rivière au Serpent (confluence avec la rivière Péribonka) ;
- 36,1 km au nord-ouest du barrage de l'embouchure du lac Péribonka (traversé par la rivière Péribonka)[2],[5].

À partir de sa source, la rivière Lapointe coule sur 40,8 km, entièrement en zone forestière, selon les segments suivants :
Partie supérieure du cours de la rivière Lapointe (segment de 23,0 km)
- 2,1 km vers l'est, puis vers le sud en traversant sur 0,9 km un lac non identifié (longueur : 2,0 km ; altitude : 600 m), jusqu'à son embouchure ;
- 10,8 km vers le sud en formant une courbe vers l'ouest notamment en traversant un lac non identifié (longueur : 2,0 km ; altitude : 487 m), jusqu'à son embouchure. Note : Ce lac reçoit du nord-est la décharge de lacs non identifiés ;
- 4,6 km vers le sud en recueillant la décharge (venant du nord-ouest) de trois lacs non identifiés, puis vers le sud-est notamment en traversant un lac non identifié (longueur : 0,8 km ; altitude : 410 m), jusqu'à son embouchure. Note : Ce lac reçoit du côté nord-est la décharge de lacs non identifiés ;
- 3,7 km vers le sud-est (en courbant vers le sud en fin de segment) notamment en traversant un lac non identifié (longueur : 2,5 km ; altitude : 408 m) sur sa pleine longueur, jusqu'à son embouchure ;
- 1,8 km vers le sud notamment en traversant un lac non identifié (longueur : 0,4 km ; altitude : 406 m) sur sa pleine longueur, jusqu'à son embouchure. Note : Ce lac reçoit du côté ouest la décharge d'un lac non identifié ;

Partie inférieure du cours de la rivière Lapointe (segment de 17,8 km)
- 4,9 km vers le sud, en formant une courbe vers l'ouest et quelques serpentins, jusqu'à la décharge (venant du nord-est) de trois lacs non identifiés ;
- 8,4 km vers le sud-est en traversant deux zones humides (côté nord-est de la rivière), en formant de petits serpentins et en recueillant un ruisseau (venant du nord-ouest), jusqu'à la décharge (venant du nord-ouest) de deux lacs non identifiés ;
- 4,5 km vers le sud-est en formant deux petites boucles, en recueillant un ruisseau (venant de l'ouest) et en coupant la route forestière R0274, jusqu'à son embouchure[2].

La rivière Lapointe se déverse au bout d'une presqu'île de la rive nord-ouest du lac du Serpent (longueur : 7,2 km ; altitude : 399 m), lequel est traversé vers le nord par la rivière au Serpent Sud-Ouest. Cette embouchure est située à :
- 2,3 km au sud de l'embouchure du lac du Serpent ;
- 3,9 km au sud-ouest de l'embouchure de la rivière au Serpent Sud-Ouest ;
- 41,0 km au nord-ouest de l'embouchure de la rivière au Serpent ;
- 47,2 km au nord-ouest de l'embouchure de la rivière Manouane ;
- 28,4 km au sud-ouest de l'embouchure du lac Péribonka lequel est traversé vers le sud-est par la rivière Péribonka ;
- 29,1 km au nord-est du cours de la rivière Mistassibi ;
- 121,5 km au nord de l'embouchure de la rivière Péribonka (confluence avec le lac Saint-Jean)[2].

À partir de l'embouchure de la rivière Lapointe, le courant traverse sur 2,5 km le lac du Serpent vers le nord, descend le cours de la rivière au Serpent Sud-Ouest sur 11,5 km vers le nord, le cours de la rivière au Serpent sur 62,3 km vers le sud-est, le cours de la rivière Péribonka sur 150,3 km vers le sud, traverse le lac Saint-Jean sur 29,3 km vers l'est, puis emprunte sur 155 km le cours de la rivière Saguenay vers l'est jusqu'à la hauteur de Tadoussac où il conflue avec le fleuve Saint-Laurent.

## Toponymie
Le terme « Lapointe » constitue un patronyme de famille d'origine française.
Le toponyme de « rivière Lapointe » a été officialisé le 5 décembre 1968 à la Banque des noms de lieux de la Commission de toponymie du Québec.